# Anna Skarżyńska
Anna Skarżyńska – polska chemiczka, dr hab. nauk chemicznych, adiunkt i prodziekan Wydziału Chemii Uniwersytetu Wrocławskiego.

## Życiorys
7 listopada 1996 obroniła pracę doktorską Synteza, badania strukturalne oraz reaktywność związków kompleksowych renu z ligandami fosforynowymi, 7 października 2014  habilitowała się na podstawie pracy zatytułowanej Wodorofosforany - badania strukturalne, właściwości koordynacyjne i aktywność katalityczna. Piastuje funkcję adiunkta i prodziekana na Wydziale Chemii Uniwersytetu Wrocławskiego.